# برنس أوف بيرشيا: ذا ساندز أوف تايم
برنس أوف بيرشيا: ذا ساندز أوف تايم (بالإنجليزية: Prince of Persia: The Sands of Time)‏ (أمير بلاد فارس: رمال الزمن) هي لعبة فيديو وأحد أجزء سلسلة أمير بلاد فارس، صدرت في نوفمبر 2003 وهي من تطوير يوبي سوفت مونتريال ونشر يوبي سوفت وسوني كمبيوتر إنترتينمنت.

## القصة
تقع أحداث القصة في بلاد فارس في القرن التاسع. تبدأ بصوت الأمير يتحدث عن مغامرته. الأمير وجيش والده «شاهرمان» يشق طريقه عبر الهند لزيارة سلطان آزاد. وزير المهراجا المحلي الذي يرغب في منع وفاته باستخدام مادة تعرف باسم «رمال الزمن»، يغريهم بالهجوم على قصر المهراجا، حيث تم تخزين الرمال. خلال المعركة الأمير يحصل الأمير على قطعة أثرية تسمى «خنجر الوقت»، وتؤخذ ابنة المهراجا «فرح» كهدية لسلطان آزاد. يخدع الوزير الأمير ويدفعه إلى تحرير الرمال التي تتسب في تحويل الجميع إلى وحوش باستشناء الأمير والوزير وفرح. يحاول الوزير الاستيلاء على الخنجر من الأمير، لكنه يهرب ويتحالف مع فرح للتراجع عن الضرر الذي تسبب به ولمنع الرمال من تغطية العالم.

## الأسلوب
اللعبة هي لعبة منصات ولعبة أكشن-مغامرات. يتحكم اللاعب ببطل القصة وهو أمير بلا اسم من مملكة في بلاد فارس. يتم رؤية البيئة من منظور الشخص الثالث.

## وصلات خارجية
- برنس أوف بيرشيا: ذا ساندز أوف تايم على موقع IMDb (الإنجليزية)

- A retrospective analysis of the game, originally printed in إدج via the أرشيف الإنترنت
- The Final Hours of Prince of Persia, printed in غيم سبوت
- Prince of Persia: The Sands of Time على موبي غيمز
- Prince of Persia: The Sands of Time (Game Boy Advance) على موبي غيمز